# Campeonato salvadoreño 1962
El Campeonato salvadoreño de fútbol 1962 fue la decimotercera edición de la Primera División de El Salvador de fútbol profesional salvadoreño en la historia.

## Desarrollo
El campeón de esta edición fue el FAS, obteniendo su quinto título. El subcampeón fue Atlante San Alejo por segunda vez.

## Equipos participantes
| Club               | Ciudad       | Departamento |
| ------------------ | ------------ | ------------ |
| Águila             | San Miguel   | San Miguel   |
| Alianza            | San Salvador | San Salvador |
| Atlante San Alejo  | San Alejo    | La Unión     |
| Atlético Marte     | San Salvador | San Salvador |
| Dragón             | San Miguel   | San Miguel   |
| FAS                | Santa Ana    | Santa Ana    |
| Luis Ángel Firpo   | Usulután     | Usulután     |
| Juventud Olímpica  | Acajutla     | Sonsonate    |
| Quequeisque        | Santa Tecla  | La Libertad  |
| Telecomunicaciones | Desconocido  | Desconocido  |

## Tabla de posiciones
| Pos.         | Equipos            | PJ  | PG | PE | PP | GF  | GC  | Dif. | Pts. |
| ------------ | ------------------ | --- | -- | -- | -- | --- | --- | ---- | ---- |
| 1.           | FAS                | 18  | 13 | 3  | 2  | 38  | 15  | 23   | 29   |
| 2.           | Atlante San Alejo  | 18  | 11 | 3  | 4  | 34  | 17  | 17   | 25   |
| 3.           | Águila             | 18  | 9  | 4  | 5  | 36  | 30  | 6    | 22   |
| 4.           | Juventud Olímpica  | 18  | 8  | 4  | 6  | 27  | 18  | 9    | 20   |
| 5.           | Alianza            | 18  | 8  | 4  | 6  | 23  | 27  | -4   | 20   |
| 6.           | Quequeisque        | 18  | 5  | 6  | 7  | 30  | 34  | -4   | 16   |
| 7.           | Atlético Marte     | 18  | 3  | 9  | 6  | 21  | 23  | -2   | 15   |
| 8.           | Telecomunicaciones | 18  | 4  | 7  | 7  | 24  | 28  | -4   | 15   |
| 9.           | Dragón             | 18  | 4  | 3  | 11 | 20  | 33  | -13  | 11   |
| 10.          | Luis Ángel Firpo   | 18  | 2  | 3  | 13 | 17  | 45  | -28  | 7    |
| Equipos 1962 | Equipos 1962       | 180 | 67 | 46 | 67 | 270 | 270 | 0    | 180  |

|  |             |
|  | Play-off.   |
|  | Descendido. |
|  | Retirado.   |

| Campeón       |
| FAS 5° Título |